# Oko-Akarè
Oko-Akarè est un arrondissement du département du Plateau au Bénin

## Géographie
Oko-Akarè est une division administrative sous la juridiction de la commune d'Adja-Ouèrè,.

## Démographie
Selon le recensement de la population effectué par l'Institut National de la Statistique Bénin en 2013, Oko-Akarè compte 17 732 habitants pour une population masculine de 8 461 contre 9271 femmes pour un ménage de 3 170.